# Медаль «За взяття Будапешта»
Медаль «За взяття́ Будапе́шта» — медаль, державна нагорода СРСР. Введена указом Президії Верховної Ради СРСР 9 червня 1945 року. Автор медалі — художник Кузнєцов.

## Опис
Медаль «За взяття Будапешта» має форму правильного круга діаметром 32 мм, виготовлена з латуні.
На лицьовому боці — напис «За взятие Будапешта», над ним — п'ятипроменева зірочка, під ним — серп і молот на двох схрещених лаврових гілках. На зворотному боці — дата взяття Будапешта «13 февраля 1945», над датою — п'ятипроменева зірочка. Усі написи та зображення на медалі — випуклі.
Медаль за допомогою вушка і кільця з'єднується з п'ятикутною колодочкою, обтягнутою шовковою муаровою стрічкою помаранчевого кольору шириною 24 мм. Посередині стрічки — смужка блакитного кольору 8 мм завтовшки.

## Нагородження медаллю
Медаллю «За взяття Будапешта» нагороджувалися військовослужбовці Радянської Армії, Військово-морського флоту та військ НКВС, які брали участь у штурмі і захопленні Будапешта у період з 20 грудня 1944 по 13 лютого 1945 року, а також організатори і керівники цієї військової операції.
Медаль носиться на лівій стороні грудей, за наявності у нагородженого інших медалей СРСР розташовується після медалі «За перемогу над Японією».
Станом на 1 січня 1995 медаллю «За взяття Будапешта» було проведено приблизно 362 050 нагороджень.